# Macoma takahokoensis
Macoma takahokoensis is een tweekleppigensoort uit de familie van de Tellinidae. De wetenschappelijke naam van de soort is voor het eerst geldig gepubliceerd in 1959 door Yamamoto & Habe.